# South Bank Lion
Le South Bank Lion, aussi connu comme le Red Lion, est un monument de pierre de Coade représentant un lion.
Il se situe à l'extrémité est du Westminster Bridge, près du London County Hall, à Londres.
Il était peint en rouge de 1951 à 1966 et est situé à son emplacement actuel depuis 1966.
Il est monument classé de Grade II*.

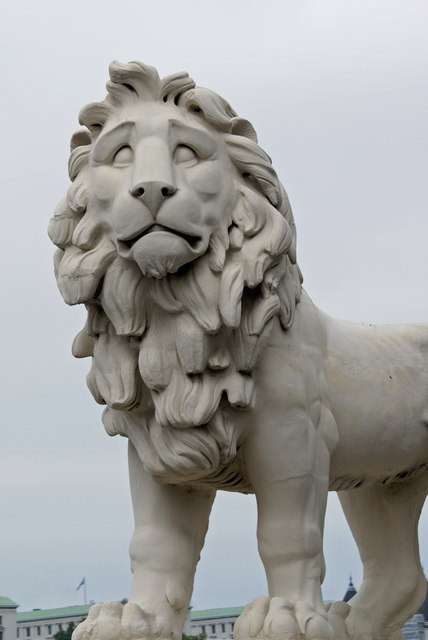
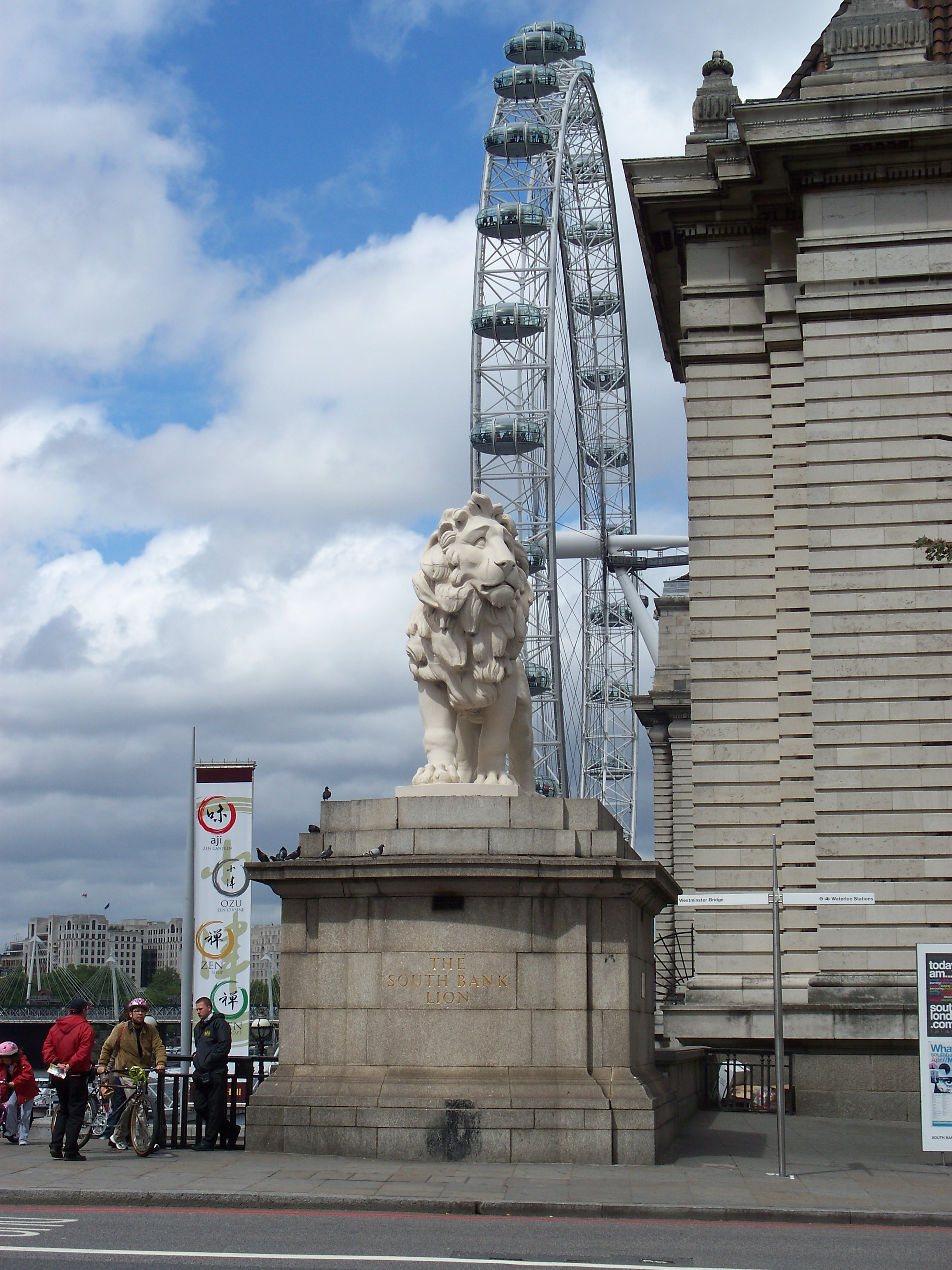